# Stachybotrys oenanthes
Stachybotrys oenanthes är en svampart som beskrevs av M.B. Ellis 1971. Stachybotrys oenanthes ingår i släktet Stachybotrys, ordningen köttkärnsvampar, klassen Sordariomycetes, divisionen sporsäcksvampar och riket svampar.   Inga underarter finns listade i Catalogue of Life.